# Вільна держава Фіуме
Вільна держава Ф'юме (італ. Stato libero di Fiume італійська вимова: [ˈfjuːme], угор. Fiumei Szabad Állam, нім. Freistaat Fiume), також Ві́льна держа́ва Ріє́ка (хорв. Slobodna Država Rijeka)  — незалежне вільне місто-держава, яке існувало у Ф'юме (сьогодні Рієка, Хорватія), між 1920 і 1924 роками.

## Історія
Ф'юме отримало самоврядування вперше в 1719 році, коли вона була оголошена вільним портом в указі, виданим Карлом VI. В 1779 році під час царювання імператриці Марії Терезії, місто здобуло статус Corpus separatum. З тих пір і до 1924 року Фіуме існувало більш-менш як автономна одиниця з елементами державності.
Тимчасово місто втратило своє самоврядування в 1848 році, після заборони бана Йосипа Єлачича, яка була скасована в 1868 році, після приєднання Ф'юме до Королівства Угорщина знову ж таки як Corpus separatum.
В XIX столітті місто було населене хорватами, угорцями, італійцями і представниками інших національностей. Офіційні мови у використанні були угорська і німецька, ділове листування було італійською, тоді як більшість родин говорили ф'юмською, сумішшю венеційської і хорватської мови. У сільській місцевості розмовною був особливий вид хорватського чакавського наріччя з багатьма італійськими та венеційськими словами.

## Політика
Після Першої Світової війни і падіння Австро-Угорщини питання про статус Ф'юме став великою міжнародною проблемою. В розпал суперечки між Королівством сербів, хорватів і словенців (згодом Королівство Югославія) і Королівством Італія, держави погодились на створення незалежної буферної держави. Президент США Вудро Вілсон став арбітром в югославсько-італійській суперечці довкола міста.
Суперечка привела до беззаконня і місто переходило з рук в руки між Югославським Національним комітетом і італійською Національною радою, що привело, нарешті, до висадки британських і французьких військ, які захопили місто. Цією заплутаною ситуацією скористався італійський поет Ґабріеле д'Аннунцйо, який ввів до міста свої анархо-фашистські війська 12 вересня 1919 року і розпочав 15-місячний період правління. Рік потому після провалу переговорів з італійським урядом д'Аннунцйо проголосив Республіку Ф'юме. Визначну роль в реалізації цього проєкту відіграв соратник Ґабріеле д'Аннунцйо, італійський льотчик Ґвідо Келлер, який обіймав посаду чинного секретаря (segretario d'azione) та голови (capo) Реґентства Карнаро.
12 листопада 1920 року, Королівство Італія і Королівство сербів, хорватів і словенців підписали Рапальський договір, згідно з яким обидві сторони погодилися визнати «повну свободу і незалежність держави Ф'юме і змусити поважати його для вічності». При цьому існувати як незалежна держава, «Вільна держава Ф'юме», буде, протягом одного року де-факто і чотирьох років, де-юре. Нову державу відразу визнали США і Британія. д'Аннунцйо відмовився визнати угоди, після чого його було вигнано з міста регулярними італійськими військами, в «криваве Різдво» з 24 по 30 грудня 1920 року.
У квітні 1921 року відбулися перші парламентські вибори, які стали предметом суперечки між автономістами і проіталійським Національним Блоком. Автономістська партія, яка була підтримана більшістю голосів хорватів, здобула 6558 голосів, тоді як Національний блок, що складався з фашистської, ліберальної і демократичної партій здобув 3443 голосів. Лідер автономістської партії, Ріккардо Занелла, став президентом.
3 березня 1922 року фашисти здійснюють державний переворот, і законний уряд емігрує до Кралєвиці.
У січні 1924 року Беніто Муссоліні (від Італійського королівства) і Нікола Пашич (від Королівства сербів, хорватів і словенців) підписали Римський договір, погодившись на анексію Італією Ф'юме і поглинання Сушака з боку сербів; угода набрала чинності 16 березня. Уряд Вільної держави у вигнанні визнав цей акт недійсним і не легітимним до міжнародного права і продовжив свою діяльність.

## Післямова
При капітуляції Італії в Другій світовій війні, питання «Ф'юме-Рієки» стало актуальним ще раз і 1944 року група громадян опублікувала «Лібурнійський меморандум», де було рекомендовано утворення конфедеративної держави з трьох кантонів Ф'юме, Сушак і Бистриця. А також островів Крк (Велья, італ. Veglia), Црес (Керсо, італ. Cherso) і Лошинь (Луссино, італ. Lussino). Президент уряду у вигнанні Занелла все ще прагнув до відновлення Вільної держави.
Комуністична югославська влада, яка звільнила від німецьких військ та заволоділа містом 3 травня 1945 року заперечувала проти цих планів та зробила конкретні кроки для врегулювання суперечки. Лідери автономістів - Невйо Скулл, Марйо Бласич та Серджо Сінкіч - були вбиті. Президент Занелла сховався. Згідно з Паризьким мирним договором 1947 року, Ф'юме (вже під назвою Рієка) та Істрія офіційно стали частиною Хорватії у складі Федеративної Народної республіки Югославія.